# Tangaöarna

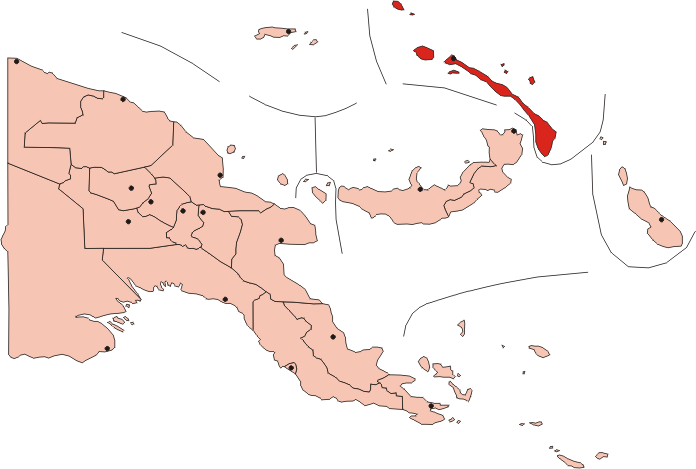
New Ireland översikskarta

Tangaöarna (tidigare Anthony Caens öarna eller D'Oraison öarna) är en ögrupp i Bismarckarkipelagen i västra Stilla havet och tillhör Papua Nya Guinea.

## Geografi
Tangaöarna utgör en del av provinsen New Ireland och ligger cirka 900 km nordöst om Port Moresby och cirka 75 km nordöst om huvudön Niu Ailan. Dess geografiska koordinater är 3°30′ S och 153°13′ Ö. Ögruppen ingår i en ökedja som löper parallellt öster om Niu Ailanön med övriga Tabaröarna - Lihiröarna - Tanga - Feniöarna - Greenöarna och Bougainvilleön.
Öarna är av vulkaniskt ursprung och har en area om ca 200 km². Den högsta höjden är själva vulkanen på Malendok cirka 470 m ö.h.
Befolkningen är främst fördelad på ett fåtal byar längs kusten och öns inre täcks till största del av regnskog. Huvudorten Sinaudo ligger på Malendoköns västra del.
Tangaöarna omfattar
- Malendok Island, huvudön samt
- Boang Island, näst störst, nordöst om huvudön
- Lif Island, sydväst om huvudön
- Tefa Island, söder om huvudön
- samt småöarna Bitlik och Bitbok.

Öarna kan bara nås med fartyg då de saknar flygplats.

## Historia
Ögruppen har troligen bebotts av melanesier sedan cirka 1500 f.Kr. Den upptäcktes av nederländske kapten Abel Tasman i april år 1643.
Området hamnade 1885 under tysk överhöghet som del i Tyska Nya Guinea. Området förvaltades till en början av handelsbolaget Neuguinea-Compagnie.
Efter första världskriget hamnade området under australisk kontroll och Australien fick senare även officiellt mandat för hela Bismarckarkipelagen av Förenta Nationerna. 
1942 till 1945 ockuperades området av Japan men återgick sedan till australisk förvaltningsmandat tills Papua Nya Guinea blev självständigt 1975.